# Crowthorne
Crowthorne este un oraș în comitatul Berkshire, regiunea South East, Anglia. Orașul se află în districtul Bracknell Forest. 

## Personalități născute aici
- Freeman J. Dyson (1923 - 2020), fizician american.